# Älgå herrgård
Älgå herrgård är en herrgård i Älgå, Arvika kommun.  
Herrgården ägdes under 1600- och 1700-talet av medlemmar i släkten Kolthoff. Från 1962 ägdes herrgården av Billeruds AB.